# Life – Menschen, Momente, Geschichten
Life – Menschen, Momente, Geschichten ist ein Boulevard- und Verbrauchermagazin, welches seit 2018 von RTL ausgestrahlt wird.

## Geschichte
Im Juni 2018 kündigte RTL eine Veränderung im Samstagvorabendprogramm an. Die Wochenendausgabe des Magazins Explosiv – Das Magazin, das bisher von 19:05 bis 20:15 Uhr lief, wechselte auf Sonntagnachmittag und machte den Sendeplatz frei für das neue Magazin Life, das seit der Erstausstrahlung von Annika Begiebing moderiert wird.

## Inhalt
In der Sendung werden Menschen mit einer außergewöhnlichen Geschichte gezeigt, die Herausragendes geleistet haben. Die Reporter sind in der ganzen Welt unterwegs, decken Hintergründe auf und erzählen die Geschichten hinter den Schlagzeilen.

## Moderation
Im Juli 2018 wechselte Moderatorin Annika Begiebing vom WDR zu RTL und moderiert seitdem das Magazin. Im März 2020 wurde Begiebing Mutter ihres zweiten Kindes und stand drei Wochen später wieder für das Magazin vor der Kamera. Vertreten wird sie von Anika Mallmann, welche als Reporterin und Redakteurin ebenfalls zum Team der Sendung gehört.
| Moderator        | Jahr(e)   | Bemerkung        |
| ---------------- | --------- | ---------------- |
| Annika Begiebing | seit 2018 | Hauptmoderatorin |
| Anika Mallmann   | seit 2020 | Vertretung       |